# HK Spartak Sankt Petersburg
Der HK Spartak Sankt Petersburg (russisch ХК Спартак Санкт-Петербург) ist ein ehemaliger russischer Eishockeyklub aus Sankt Petersburg. Die Mannschaft spielte bis 2007 in der Wysschaja Liga und trug ihre Heimspiele im Dworez Sporta Spartak aus. Die Vereinsfarben sind Weiß und Rot.

## Geschichte
Die Eishockeyabteilung von Spartak Leningrad wurde 1947 gegründet und nahm sogleich den Spielbetrieb in der 2. gruppa auf. 1962 stieg der Verein in die Klass A auf, die höchste sowjetische Spielklasse, und stieg wieder in die zweite Spielklasse ab. In dieser verblieb die Mannschaft bis zum Ende der Saison 1964/65, ehe die Eishockeyabteilung aufgelöst wurde.
Der Klub wurde 1996 wiederbelebt und betrieb zunächst vor allem Nachwuchsarbeit. 1997 wurde eine Herrenmannschaft gebildet, die in die dritte russische Spielklasse, die Perwaja Liga, aufgenommen wurde. Erster Cheftrainer der Mannschaft war Gennadi Zygankow. Mit dem ersten Platz in der Zentrums-Division stieg Spartak 1998 in die Wysschaja Liga, die zweite russische Spielklasse, auf. In dieser hielt sich der Verein bis zum Ende der Spielzeit 2006/07, ehe er aufgelöst wurde. Seither betreibt der Molodjoschy Klub Spartak Nachwuchsarbeit in Sankt Petersburg.

## Bekannte Spieler
- Roman Olegowitsch Derljuk (bis 2005)
- Anton Wladimirowitsch Malyschew (bis 2007)
- Ilja Wladimirowitsch Dokschin (1998 bis 2005)
- Igor Wladimirowitsch Misko (2004 bis 2005)
- Andrei Alexandrowitsch Iwanow (2003 bis 2005)
- Artjom Anatoljewitsch Woroschilo (bis 2006)
- Konstantin Wiktorowitsch Bogdanowski (2002 bis 2005)